# Can Xicota
Can Xicota és una masia que es troba a Lliçà d'Amunt, al barri de can Xicota.

## Història
Documentada des del segle xiii, l'any 1259 Ramon de Voltraria va establir el mas Xicota a Arnald Carreres, amb el pacte que dit Carreres hi enviés algun dels seus fills per tal de cultivar-lo. Efectivament, una filla de l'esmentat Arnald, de nom Maura, i el seu marit, Guillem Burdi, es van instal·lar a Can Xicota. Ben aviat degueren prendre el nom de la casa per a cognomenar-se. Al llarg dels segles xiii i XIV, el mas va créixer mitjançant l'establiment de diverses peces de terra, fenomen que es tornà a produir al segle xvi. D'aquesta manera, Can Xicota va esdevenir una de les propietats més notables del poble. A la segona meitat del segle xix, els Xicota van participar en algunes de les primeres associacions agrícoles de Catalunya (IACSI), alhora que començaren a arrendar parts de la seva propietat a diverses persones amb la facultat de poder-hi construir cases. D'aquesta manera, es va anar formant l'anomenat raval de can Xicota. La família Xicota es va mantenir a la casa fins al darrer quart del segle xx.

## Descripció
Can Xicota forma part d'un conjunt de masies de carener perpendicular a la façana a les que es va aixecar el cos central per donar cabuda a unes golfes més àmplies, aprofitant l'espai sota la coberta inclinada. Es tracta d'una masia de planta basilical, amb un cos afegit al costat esquerre. Consta de planta baixa, pis i golfes. El cos central és molt ample respecte als altres dos, cosa que fa pensar en un creixement de l'edifici per etapes. La porta principal és d'arc de mig punt de dovelles de pedra i pedra tosca. L'escala que hi dona l'accés és de pedra calcària i pedra vermella del Bertí. Les finestres de la façana principal són de llinda plana amb un petit arquet conopial incís i ampit motllurat; la de l'habitació de la dreta és del mateix tipus que l'anterior, però l'ampit està decorat amb un motiu en forma de daus. A l'interior de la casa es conserven en molt bon estat diverses arcades. La masia estava tancada per dos barris. A l'extrem sud-oest, es va construir a finals del segle xix, una petita garita de vigilància amb cúpula i una pinya de ceràmica verda en el coronament. Per la part externa deixa veure dues grans lloses, una de pedra tosca i una altra calcària molt ben treballada fent cercle per adaptar-se al perfil de la garita. Al costat est, adossat al barri, hi havia una quadra amb espitlleres i segons sembla una era al davant.

## Situació
Masia situada al rieral de Lliçà d'Amunt, prop del riu Tenes.